# Prodavnica tajni
Prodavnica tajni je četvrti album srpskog sastava Bajaga i instruktori objavljen 11. studenog 1988.

## Popis pjesama
| 1.    | »Gore-Dole«                                        | 3:50 |
| 2.    | »Plavi safir«                                      | 4:40 |
| 3.    | »Verujem, ne verujem« (hrv. Vjerujem, ne vjerujem) | 3:20 |
| 4.    | »Godine prolaze«                                   | 3:43 |
| 5.    | »Ruski voz«                                        | 4:09 |
| 6.    | »Vesela pesma« (hrv. Vesela pjesma)                | 3:33 |
| 7.    | »Tišina«                                           | 4:50 |
| 8.    | »Život je nekad siv - Nekad žut«                   | 3:49 |
| 9.    | »Od kad tebe volim«                                | 3:58 |
| 33:52 |                                                    |      |

## Vanjske poveznice
- Prodavnica tajni na Discogsu